# Моеноміцин
Моеноміци́ни — природні, фосфоровмісні, високомодифіковані глікозиди, що містять ліпідний ланцюг ізопренового походження. За своєю хімічною будовою моеноміцини класифікують як фосфогліколіпіди. Прототипом цієї родини ВМ є моеноміцин А (MmA). Це нечисельна родина антибіотиків, що продукуються лише актиноміцетами. Сьогодні з них виділено не більше 15 представників, які незначно відрізняються один від одного. У молярному розрахунку моеноміцини у 100—1000 разів перевищують інші антибіотики за активністю проти Грам-позитивних патогенів, що є найкращим показником серед усіх відомих антибактерійних сполук. Усі відомі фосфогліколіпідні антибіотики виявляють протибактерійну дію за рахунок прямого пригнічення пептидогліканових глікозилтрансфераз (ПГТ) — білків, що задіяні у синтезі клітинної стінки (пептидоглікану) бактерій. Моеноміцини — єдина група природних сполук, що пригнічує ПГТ. Це робить МмА єдиною доступною моделлю для розробки нового класу антибіотиків на основі інгібування ПГТ.
| Альфа-спіраль аланіну | Це незавершена стаття з біохімії. Ви можете допомогти проєкту, виправивши або дописавши її. |